# Premi BAFTA 1987
La 40ª edizione dei British Academy Film Awards, conferiti dalla British Academy of Film and Television Arts alle migliori produzioni cinematografiche del 1986, si è svolta il 22 marzo del 1987.

## Vincitori e nomination

### Miglior film
- Camera con vista (A Room with a View), regia di James Ivory
- Hannah e le sue sorelle (Hannah and Her Sisters), regia di Woody Allen
- Mission (The Mission), regia di Roland Joffé
- Mona Lisa, regia di Neil Jordan

### Miglior film non in lingua inglese
- Ran, regia di Akira Kurosawa
- Betty Blue (37°2 le matin), regia di Jean-Jacques Beineix
- Ginger e Fred, regia di Federico Fellini
- Otello, regia di Franco Zeffirelli

### Miglior regista
- Woody Allen – Hannah e le sue sorelle (Hannah and Her Sisters)
- James Ivory – Camera con vista (A Room with a View)
- Roland Joffé – Mission (The Mission)
- Neil Jordan – Mona Lisa

### Miglior attore protagonista
- Bob Hoskins – Mona Lisa
- Woody Allen – Hannah e le sue sorelle (Hannah and Her Sisters)
- Michael Caine – Hannah e le sue sorelle (Hannah and Her Sisters)
- Paul Hogan – Mr. Crocodile Dundee ("Crocodile" Dundee)

### Miglior attrice protagonista
- Maggie Smith – Camera con vista (A Room with a View)
- Mia Farrow – Hannah e le sue sorelle (Hannah and Her Sisters)
- Meryl Streep – La mia Africa (Out of Africa)
- Cathy Tyson – Mona Lisa

### Miglior attore non protagonista
- Ray McAnally – Mission (The Mission)
- Klaus Maria Brandauer – La mia Africa (Out of Africa)
- Simon Callow – Camera con vista (A Room with a View)
- Denholm Elliott – Camera con vista (A Room with a View)

### Miglior attrice non protagonista
- Judi Dench – Camera con vista (A Room with a View)
- Rosanna Arquette – Fuori orario (After Hours)
- Barbara Hershey – Hannah e le sue sorelle (Hannah and Her Sisters)
- Rosemary Leach – Camera con vista (A Room with a View)

### Miglior sceneggiatura originale
- Woody Allen – Hannah e le sue sorelle (Hannah and Her Sisters)
- Robert Bolt – Mission (The Mission)
- Paul Hogan, Ken Shadie e John Cornell – Mr. Crocodile Dundee ("Crocodile" Dundee)
- David Leland e Neil Jordan – Mona Lisa

### Miglior sceneggiatura non originale
- Kurt Luedtke – La mia Africa (Out of Africa)
- Hesper Anderson e Mark Medoff – Figli di un dio minore (Children of a Lesser God)
- Ruth Prawer Jhabvala – Camera con vista (A Room with a View)
- Akira Kurosawa, Hideo Oguni e Masato Ide – Ran
- Menny Meyjes – Il colore viola (The Color Purple)

### Miglior fotografia
- David Watkin – La mia Africa (Out of Africa)
- Chris Menges – Mission (The Mission)
- Tony Pierce-Roberts – Camera con vista (A Room with a View)
- Takao Saitō, Masaharu Ueda – Ran

### Miglior scenografia
- Gianni Quaranta e Brian Ackland-Snow – Camera con vista (A Room with a View)
- Stuart Craig – Mission (The Mission)
- Peter Lamont – Aliens - Scontro finale (Aliens)
- Yoshirō Muraki e Shinobu Muraki – Ran

### Miglior montaggio
- Jim Clark – Mission (The Mission)
- Humphrey Dixon – Camera con vista (A Room with a View)
- Susan Morse – Hannah e le sue sorelle (Hannah and Her Sisters)
- Lesley Walker – Mona Lisa

### Migliori costumi
- Jenny Beavan e John Bright – Camera con vista (A Room with a View)
- Milena Canonero – La mia Africa (Out of Africa)
- Enrico Sabbatini – Mission (The Mission)
- Emi Wada – Ran

### Miglior trucco
- Chihako Naito, Noriko Takemizawa, Shohichiro Meda e Tameyuki Aimi – Ran
- Peter Frampton – Sid & Nancy (Sid and Nancy)
- Peter Robb-King – Aliens - Scontro finale (Aliens)
- Jenny Shircore – Dreamchild

### Miglior sonoro
- Tom McCarthy Jr., Peter Handford e Chris Jenkins – La mia Africa (Out of Africa)
- Ian Fuller, Bill Rowe, Clive Winter – Mission (The Mission)
- Tony Lenny, Ray Beckett, Richard King – Camera con vista (A Room with a View)
- Don Sharpe, Roy Charman, Graham V. Hartstone – Aliens - Scontro finale (Aliens)

### Migliori effetti speciali
- Robert Skotak, Brian Johnson, John Richardson, Suzanne Benson e Stan Winston – Aliens - Scontro finale (Aliens)
- Roy Field, Brian Froud, George Gibbs, Tony Dunsterville – Labyrinth - Dove tutto è possibile (Labyrinth)
- Peter Hutchinson – Mission (The Mission)
- Duncan Kenworthy, John Stephenson, Chris Carr – Dreamchild

### Migliore colonna sonora
- Ennio Morricone – Mission (The Mission)
- John Barry – La mia Africa (Out of Africa)
- Herbie Hancock – Round Midnight - A mezzanotte circa (Round Midnight)
- Richard Robbins – Camera con vista (A Room with a View)

### Miglior cortometraggio
- La boule, regia di Simon Shore
- King's Christmas, regia di Graham Dixon
- Mohammed's Daughter, regia di Suri Krishnamma
- Seret Layla, regia di Gur Heller